# كورجون وارتماني
كورجون وارتماني (الاسم العلمي:Coregonus wartmanni) هو نوع من الأسماك يتبع جنس الكورجون من فصيلة سمك السلمون.